# Varadarajanpettai
Varadarajanpettai is een panchayatdorp in het district Ariyalur van de Indiase staat Tamil Nadu. 

## Demografie
Volgens de Indiase volkstelling van 2001 wonen er 8.574 mensen in Varadarajanpettai, waarvan 44% mannelijk en 56% vrouwelijk is. De plaats heeft een alfabetiseringsgraad van 69%. 